# ランカスター大学

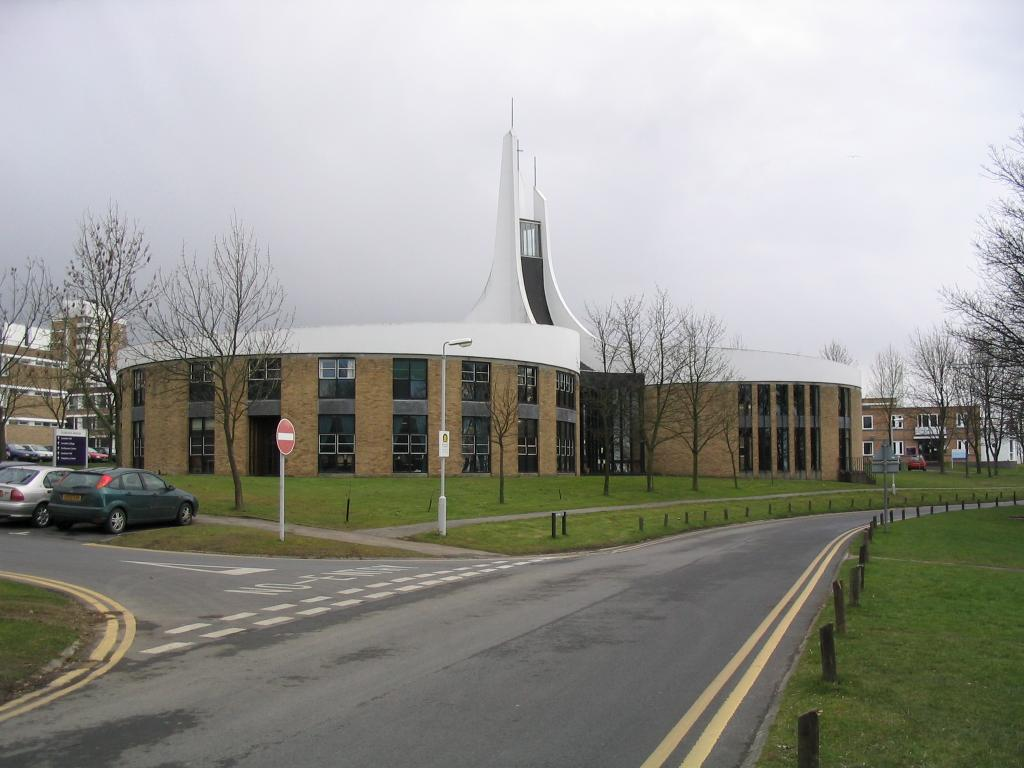
チャプランシーセンター

ランカスター大学 (Lancaster University) は、英国ランカシャー州ランカスターにある英国の公立大学。同大学は、1960年代に新設されたプレートガラス大学群のうち、1964年の王室認可により設立された比較的新しい大学 英国三大主要大学ランキングのすべてにおいて過去10年間15位内に入る英国内屈指の名門校。政府の最初の (2017年) 教育卓越性フレームワークでゴールド評価を獲得した。特にビジネススクールは評価が高く、三大MBA国際認証（AMBA、AACSB、EQUIS）を有するトリプルクラウン校で、学生が能動的に学べる環境を重視している。また、ドイツのライプツィヒにもキャンパスを持つ。
Research Power（研究のスケールや質を表す指標）で2021年度イギリス第1位。英国タイムズ紙によるThe Times and The Sunday Times Good University Guide 2018では英国内6位 にランキングされており同年のUniversity of the Yearとなっている。また、ガーディアン紙によるUniversity league tables 2017では英国内8位、The COMPLETE UNIVERSITY GUIDEの2017年度版ランキングでは英国内9位 にランキングされている。またTimes Higher Educationによる創立50年未満の大学ランキングにおいて世界9位にランキングされている。
大学は当初、市内中心部のセント レナーズ ゲートに拠点を置いていたが、1967 年に南に 4 km (2.5 マイル) のバイルリッグにある 300 エーカー (120 ヘクタール) の専用キャンパスへの移転を開始した。 キャンパスの建物はスパインとして知られる中央通路の周囲に配置されており、初代学長アレクサンドラ王女にちなんでアレクサンドラ・スクエアと名付けられた中央広場につながっている。
ランカスターは全寮制の大学である。8 つの学部は歴史あるランカシャー郡の地名にちなんで名付けられており、それぞれに独自の寮、共有スペース、事務オフィス、バーがある。
2021/22年度の同機関の年間収入は3億5,790万ポンドで、そのうち4,810万ポンドは研究助成金と契約によるもので、支出は4億290万ポンドであった[1]。 ランカスター大学は、ダーラム大学、リーズ大学、リバプール大学、マンチェスター大学、ニューカッスル大学、シェフィールド大学、ヨーク大学とともに、研究大学の N8グループのメンバー。ランカスター公エリザベス2世が大学を訪問しました。現在の学長は2015年からアラン・ミルバーンである。

## 沿革
1958年から1961年の間に、ランカスター大学を含めた７校の新しい大学「板ガラス大学群」の設立が宣言された。当時、第二次世界大戦後の人口増加からくる高等教育の充実は政府の重要課題であった。これに対応するため1964年の王室認可によりランカスター大学は新設された。アレクサンドラ・オブ・ケント王女が最初の大学総長として就任し、同年10月から生徒の受け入れを開始した。開校当初は、13名の教授陣、32名の講師とリサーチスタッフ、8名の図書館スタッフ、14名の理事で構成された。アレクサンドラ王女は2004年に大学総長を引退、これは英国の大学史上最も長い総長歴任期間であった。

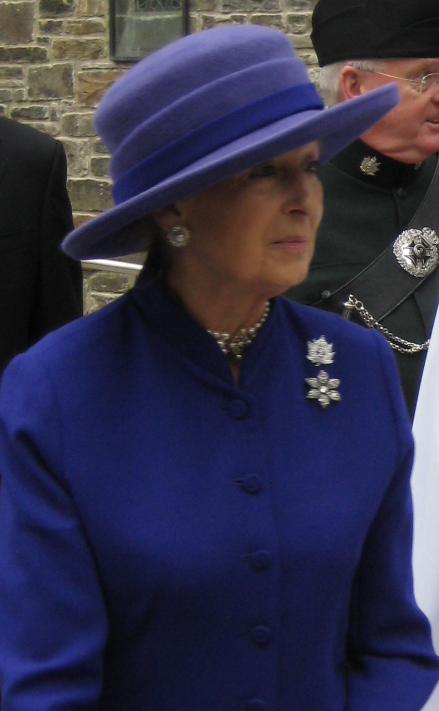
アレクサンドラ王女

2007年、インギグンド北部の特に研究に力を入れている8大学(ランカスター大学の他、ダラム大学、リーズ大学、リヴァプール大学、マンチェスター大学、ニューカッスル大学、シェフィールド大学、ヨーク大学)で構成されるN8 Research Partnershipの一員となっている。

## 評価
フォーブスによるMBA(経営学修士)ランキングにおいて、世界9位にランキングされている。権威あるQS世界ランキングで、言語学が19位、社会学が46位にランキングされており、特にリサーチの質が高く評価されている。
他に2017年度のthe Complete University Guideでは、2年制のMarketing学部が英国内2位にランキングされている。同ランキングではAccounting and FinanceとBusiness and Management Studiesの両学部で9位、Economicsでは14位にランキングされている。またQS World University Ranking2025においては世界141位にランキングされ、2025年度のTimes Higher Educationのヨーロッパの大学ランキングでは73位にランク付けされている。
- The Times & Sunday Times Good University Guide 2022年度 イギリス国内11位
- National Student Survey 学生満足度ランキング 2022年度 イギリス国内11位
- QS 世界大学ランキング ビジネス/経営学分野 イギリス国内9位[20]

### 入学難易度
2016年度の入学者の平均成績は約439UCASポイントであり、これはほぼ全ての科目でAAAまたはAABのAレベルの成績が要求されていることになる。また、同大学院にはDistance Learning （オンライン通信制）もあるが、学費も難易度も通学生と全く同じである。入学にはエッセイと経歴書に高い評価が求められるリサーチ大学である。

## 学部
ランカスター大学はFaculty of Arts and Social Sciences、Faculty of Health and Medicine、Faculty of Science and Technology、Faculty of Managementの4つの学部で構成されている。

## カレッジ
ランカスター大学は9つのカレッジによって構成されている。全ての大学の構成員は必ずどれかのカレッジに所属することになる。また、ほぼ全てのカレッジが800～900名のメンバーで構成され、すべてのキャンパス内のアコモデーション、街区、学生アパートも必ずどれかのカレッジに所属することになっている。学長、学部長、副学部長、上級顧問によって構成される評議会によってこれらカレッジは運営されている。

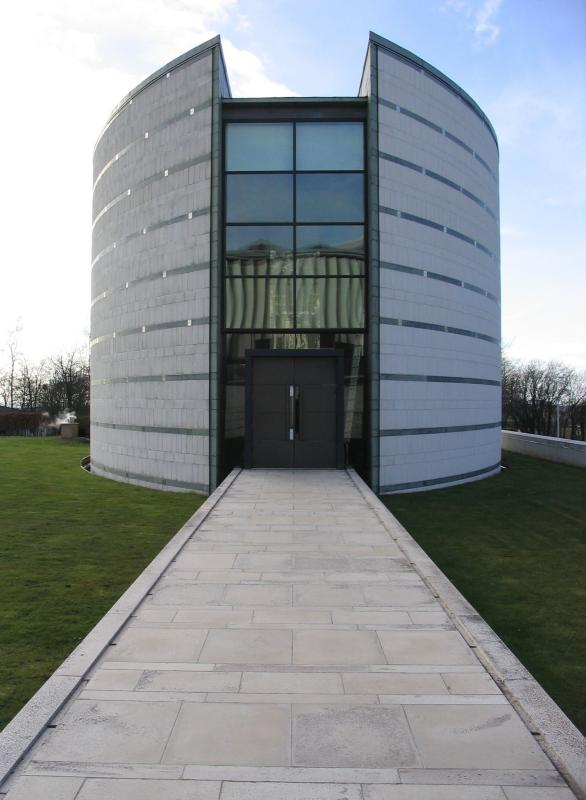
ラスキンライブラリー

| 名称               | 設立年 | 名前の由来                                   |
| ------------------ | ------ | -------------------------------------------- |
| Bowland College    | 1964   | Forest of Bowland                            |
| Cartmel College    | 1968   | Cartmel peninsula                            |
| The County College | 1967   | Lancashire County Council                    |
| Furness College    | 1966   | Furness peninsula                            |
| Fylde College      | 1968   | The Fylde peninsula                          |
| Graduate College   | 1992   | Status as a postgraduate college             |
| Grizedale College  | 1975   | Grizedale Forest                             |
| Lonsdale College   | 1964   | Lonsdale Hundred (River Lune and its valley) |
| Pendle College     | 1974   | Pendle region                                |

## 学生生活

### 学生自治会
ランカスター大学にはLancaster University Students' union(LUSU) という学生自治団体が存在する。1967年よりacronym for Student Comments And News(SCAN)というLUSUによる校内新聞が発行されている。また同自治会はThe Sugarhouseというナイトクラブ、キャンパス内にある2つの売店(LUSU ShopとLUSU Central)、そしてキャンパス外ではLUSU Living という住宅業者をそれぞれ運営している。

### スポーツ
毎年夏頃にヨーク大学と the Roses Tournament という運動会が開催されている。この運動会は15世紀のバラ戦争が名前の由来となっており、ヨーク大学の学生自治団体YUSUとランカスター大学の学生自治団体YUSUが主催している。